# Museu del Dinosaure de Nalut
El Museu del Dinosaure de Nalut és un museu de Nalut, Líbia. Els fòssils que conté l'exposició daten del període Cretaci i foren descoberts per arqueòlegs libis i expedicions arqueològiques on van participar libis i americans. La col·lecció es conserva en una ala de l'edifici que la Creu Roja té a Nalut.